# Падеваканг

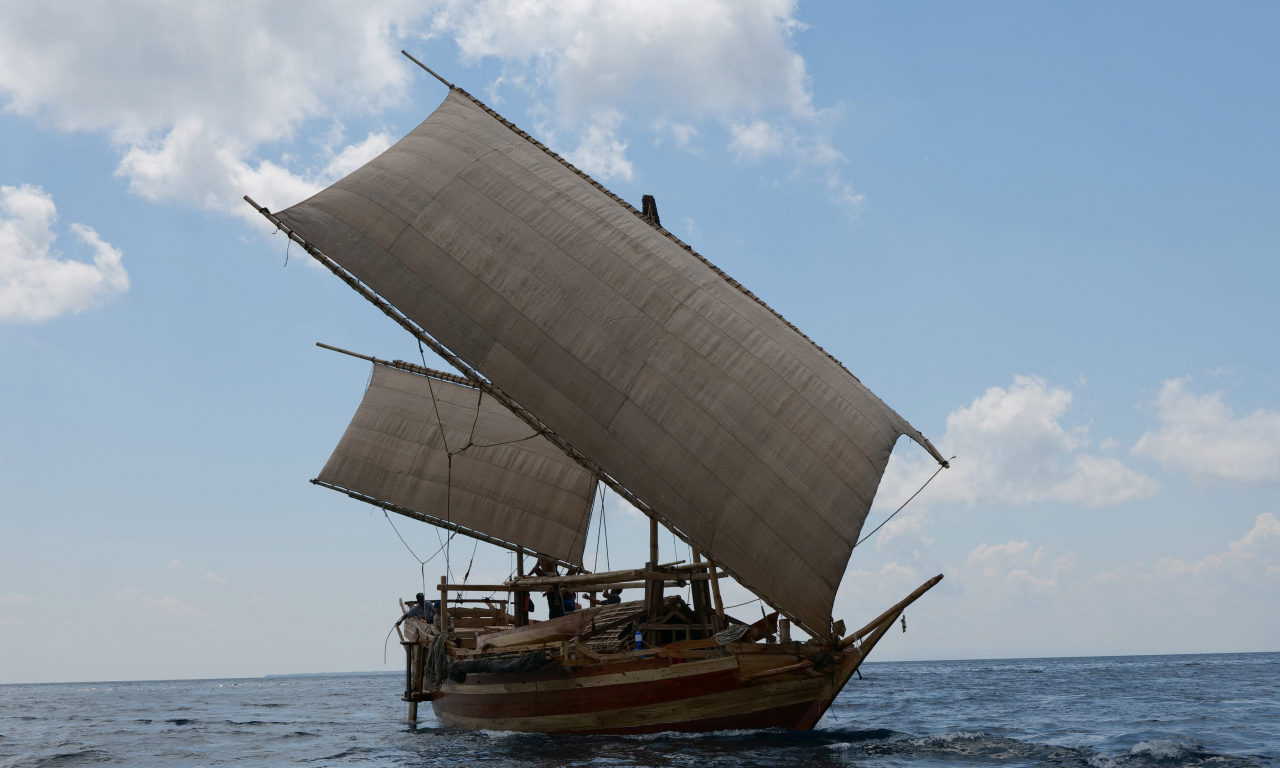
Nur Al Marege, сучасна копія падеваканга, що відпливла з Макассару до північного узбережжя Австралії у 2019 році.

Падеваканг (індонез. Padewakang) — традиційні човни, які використовували народності буги, мандари і макасари з Південного Сулавесі для далекихокеанських подорожей.

## Етимологія
Походження назви падеваканг достеменно не відомо, хоча деякі дослідники припускають, що вона походить від назви острова Деваканг, важливого навігаційного орієнтира між Сулавесі та Явою. У голландських записах 1735 року згадуються листи з Сулавесі, що надходять до Батавії «per praauw Paduackang».
За словами Хорріджа, слова padewakang, paduwakang (з о.Сулавесі) і paduwang (з о.Мадура) походять від слів wa, wangka, waga, wangga і bangka австронезійських мов. Термін пов'язаний з проа з аутриггером або з малим проа.

## Опис

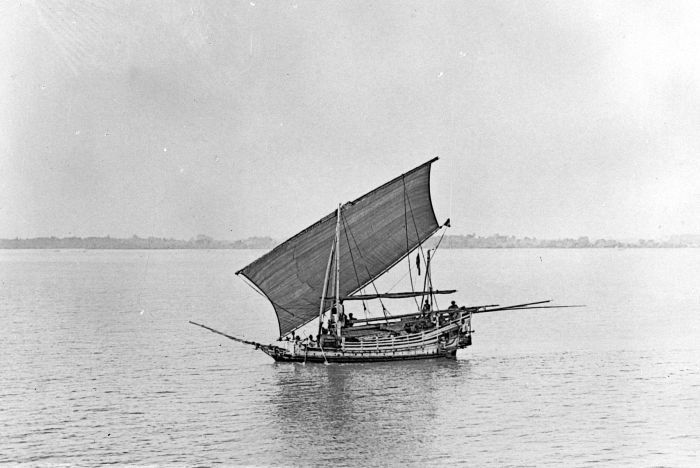
Падеваканг у Макассарі, дата невідома.

Зазвичай падеваканг важив від 20 до 50 тонн та мав одну або дві щогли-триногі з традиційними австронезійськими вітрилами типу танджа, зробленими з циновок. Як і інші традиційні судна архіпелагу, падеваканг управлявся за допомогою двох кермових весел :184. З кінця XVI століття до початку XX століття вони регулярно плавали до узбережжя північної Австралії в пошуках теріпангів (морських огірків). Падеваканг міг озброюватись однією чи декількома гарматами місцевого виготовлення, ймовірно, цетбангом або лантакою. Будівництво падевакангів, що протягом сотень років використовувались у морях між західною Новою Гвінеєю, південними частинами Філіппін і Малайським півостровом як з торговою, так і військовою метою, було найбільшим ремеслом Південного Сулавесі. Зберігся голландський звіт про появу падеваканга під повними вітрилами навіть в Перській затоці. Вони використовувалися до тих пір, поки до XX століття виробництво не припинилося на користь знаменитих паларі :41-42. Г. Варінгтон Сміт описав великий двощогловий падеваканг, побудований з дерева гіам, що мав 30 метрів завдовжки, 4,6 м завширшки, загальну висоту в 3,7 метри при висоті надводного борту 1,9 метра. Головна грот-щогла судна складала 18 метрів, екіпаж — 16 чоловік, водотонажність становила 60 коян (145 метричних тонн) :580.

## Репліки
Було побудовано декілька сучасних реплік падевакангів
- Репліка під назвою «Hati Marege» («Серце Арнемленда») виставлена в Музеї мистецтв і галереї Північної території в Австралії. Це копія падеваканга, який використовувався для збору теріпангів (австралійських морських огірків) до 1906—1907 років, коли Австралія заборонила вилов макасських трепангерів.
- Репліка падеваканга дмонструється в Les Royaumes de la mer (Королівства моря) у Ла Бовері, Льєж, Бельгія.
- Репліка під назвою «Nur Al Marege» (назва походить від арабської Nur Al- означає «світло» + Marege, «земля темношкірих людей, тобто Австралія») була доправлена до Австралії в період з грудня 2019 року по січень 2020 року. Судно мало 14,5 м в довжину, 4,2 м в ширину і 2 м у висоту та було виготовлене з деревини бітті. Човен був замовлений Інститутом Абу Ханіфи в Сіднеї для використання в документальному фільмі[7].

## Галерея

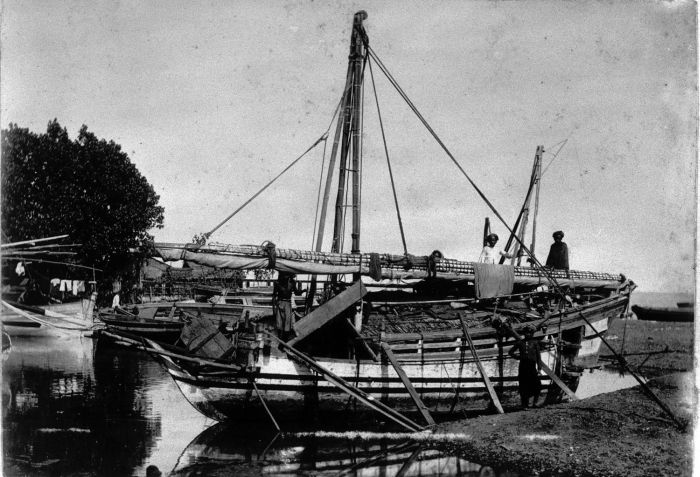
Двощогловий падеваканг, прибл. 1880—1890 роки.
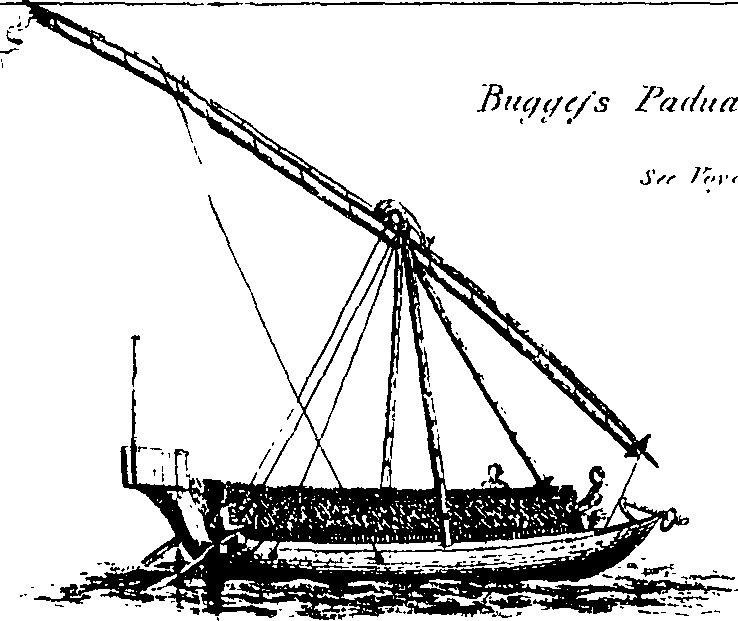
Англійська гравюра 1792 р.
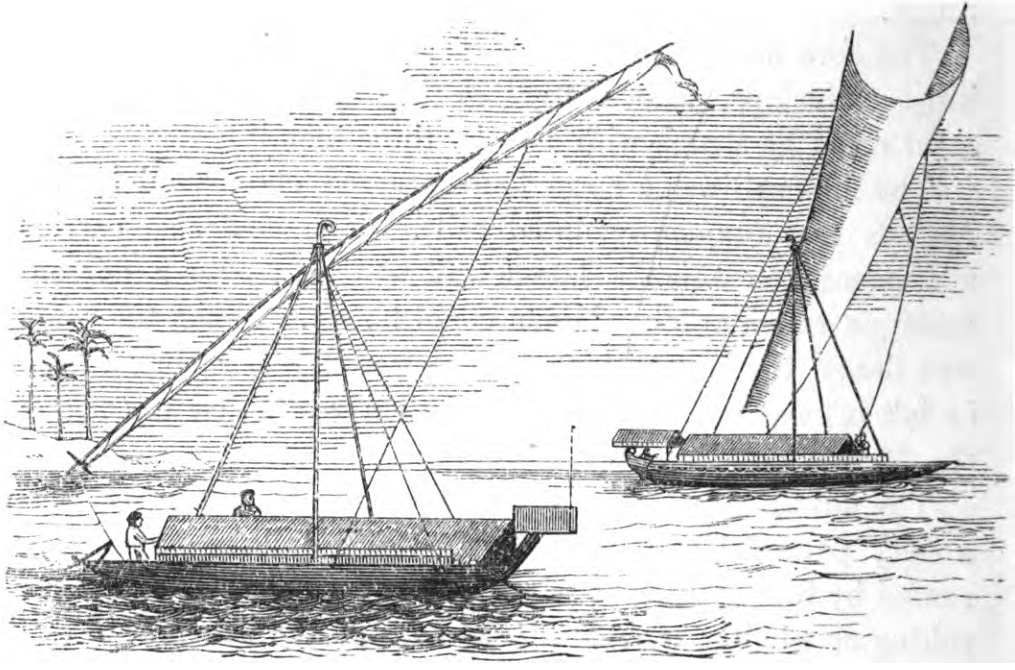
Падуаканг (падеваканг) з Целебеса, 1863 рік
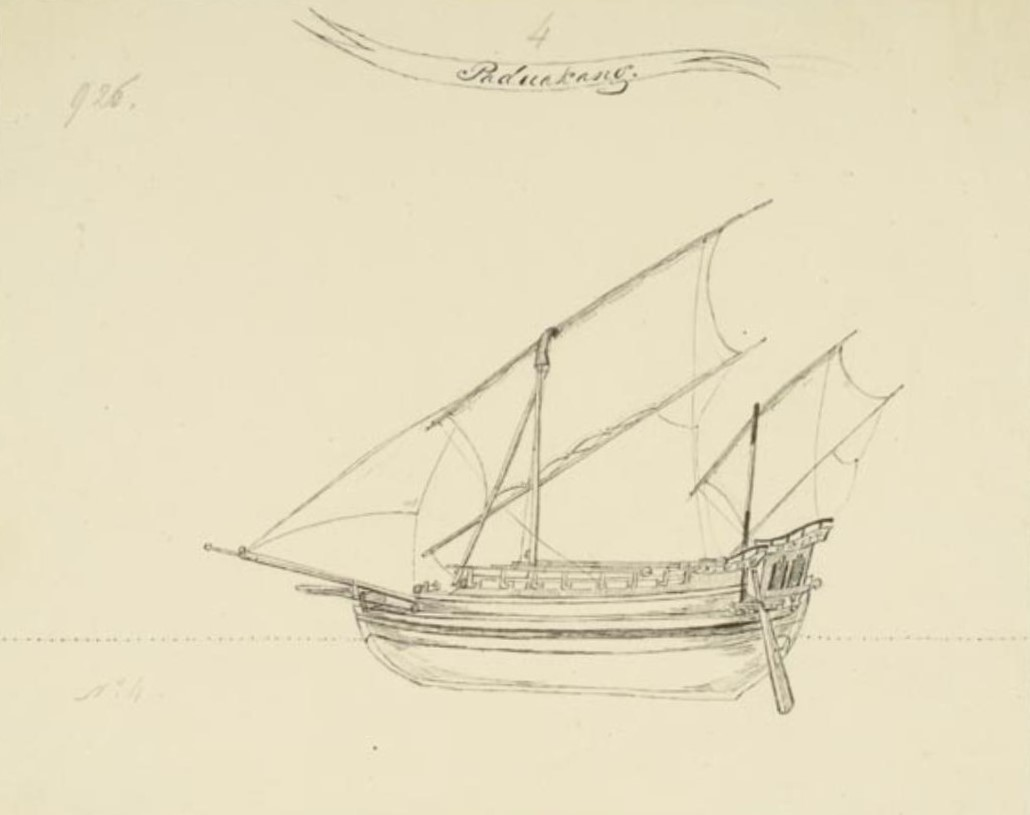
Падуаканг. Малюнок 1821–1828 років
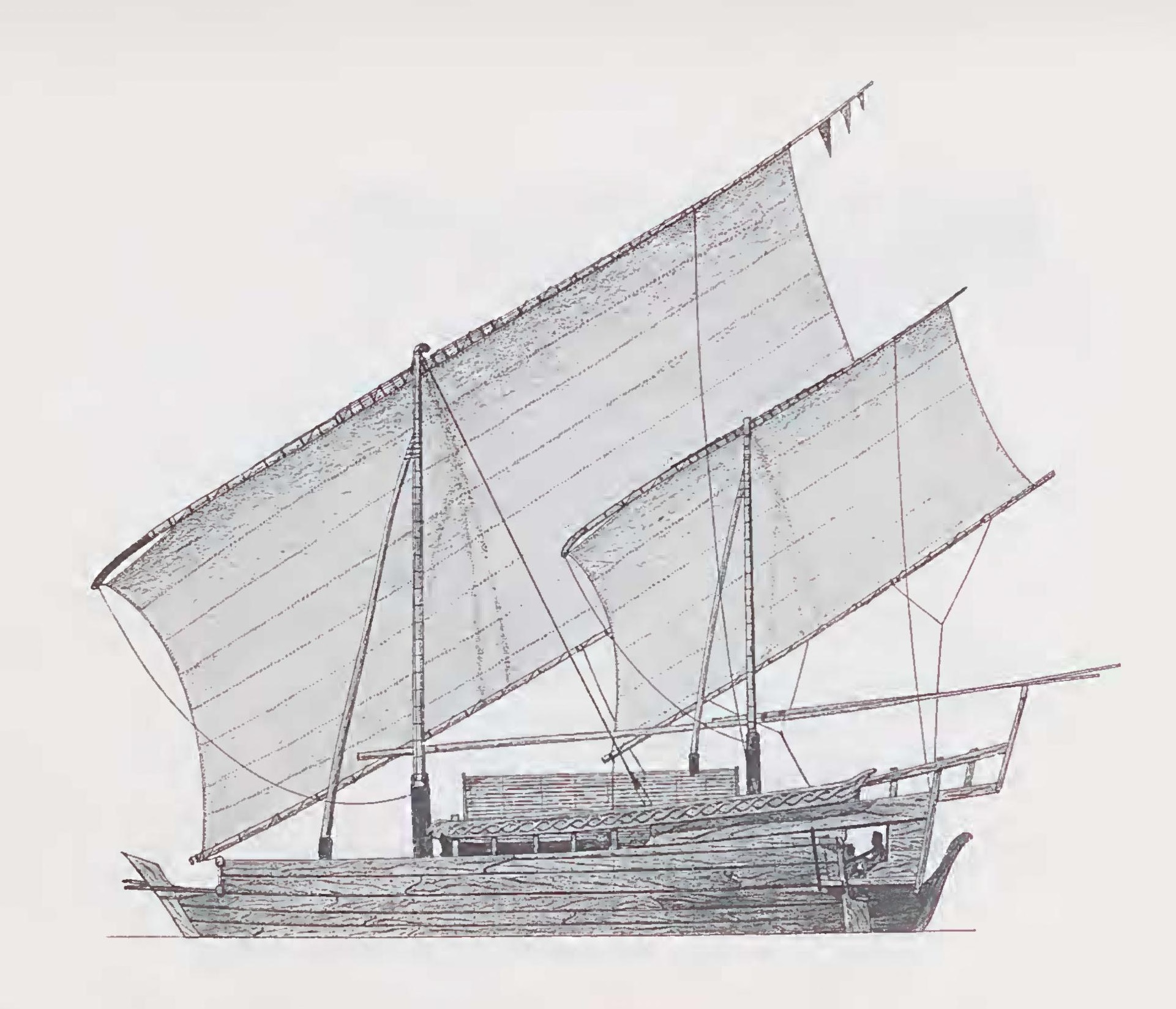
Реконструкція падеваканга Ніка Бернінгема (1987).
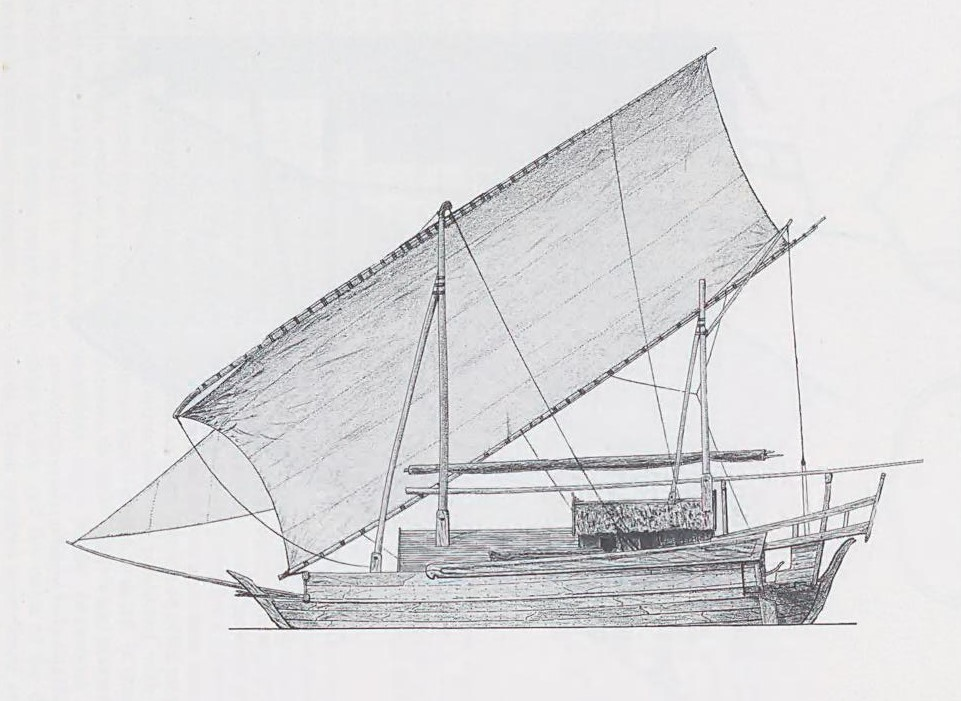
Реконструкція падеваканга Ніка Бернінгема з бушпритом і клівером
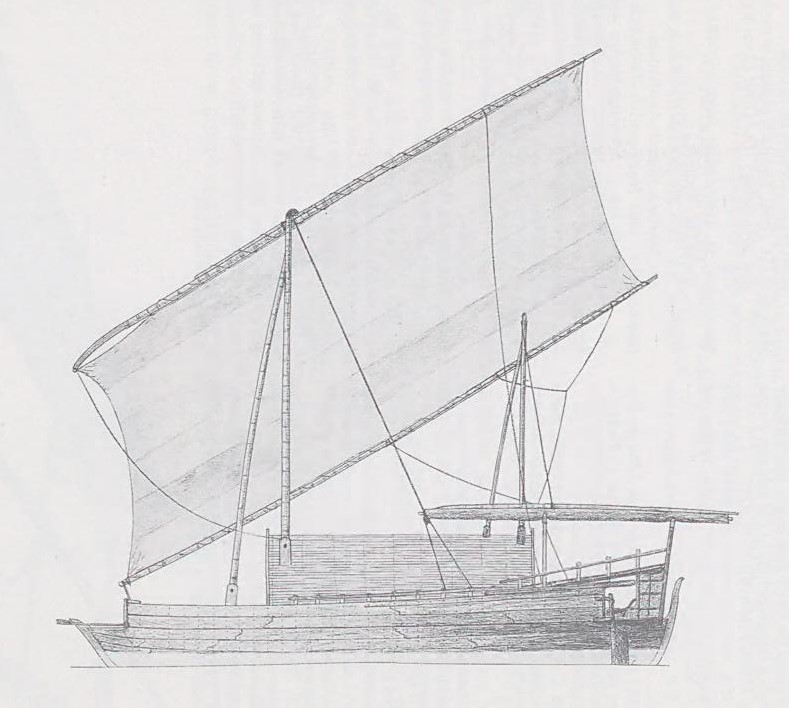
Реконструкція падеваканга Ніка Бернінгема з великою рубкою і згорнутим заднім вітрилом